# Санкт-Себастьян
Санкт-Себастьян (нем. Sankt Sebastian) — община в Германии, в земле Рейнланд-Пфальц.
Входит в состав района Майен-Кобленц. Подчиняется управлению Вайссентурм. Население составляет 2441 человек (на 31 декабря 2010 года). Занимает площадь 2,88 км².